# Giải BAFTA cho kịch bản gốc xuất sắc nhất
Giải BAFTA cho kịch bản gốc xuất sắc nhất là giải thưởng Điện ảnh Viện Hàn lâm Anh quốc cho kịch bản xuất sắc nhất không dựa trên bất kỳ tư liệu đã từng công bố nào. Giải bắt đầu được trao vào năm 1984, khi hạng mục trước đây (Giải BAFTA cho kịch bản xuất sắc nhất) được chia làm hai hạng mục, trong đó hạng mục kia là Giải BAFTA cho kịch bản chuyển thể xuất sắc nhất.

## Giải thưởng và đề cử

### Thập niên 1980
| Năm                            | Phim                                        | Nhà biên kịch |
| ------------------------------ | ------------------------------------------- | ------------- |
| 1983 Giải BAFTA lần thứ 37     |                                             |               |
| The King of Comedy (phim 1983) | Paul D. Zimmerman                           |               |
| Local Hero                     | Bill Forsyth                                |               |
| Trading Places                 | Timothy Harris (nhà văn), Herschel Weingrod |               |
| Zelig                          | Woody Allen                                 |               |
| 1984 Giải BAFTA lần thứ 38     |                                             |               |
| Broadway Danny Rose            | Woody Allen                                 |               |
| The Big Chill (phim)           | Barbara Benedek, Lawrence Kasdan            |               |
| Comfort and Joy (phim 1984)    | Bill Forsyth                                |               |
| A Private Function             | Alan Bennett                                |               |
| 1985 Giải BAFTA lần thứ 39     |                                             |               |
| The Purple Rose of Cairo       | Woody Allen                                 |               |
| Trở lại tương lai              | Bob Gale, Robert Zemeckis                   |               |
| My Beautiful Laundrette        | Hanif Kureishi                              |               |
| Witness (phim 1985)            | William Kelley, Earl W. Wallace             |               |
| 1986 Giải BAFTA lần thứ 40     |                                             |               |
| Hannah and Her Sisters         | Woody Allen                                 |               |
| "Crocodile" Dundee             | John Cornell, Paul Hogan, Ken Shadie        |               |
| The Mission (phim 1986)        | Robert Bolt                                 |               |
| Mona Lisa (phim)               | Neil Jordan, David Leland                   |               |
| 1987 Giải BAFTA lần thứ 41     |                                             |               |
| Wish You Were Here (phim 1987) | David Leland                                |               |
| Hope and Glory (phim)          | John Boorman                                |               |
| Personal Services              | David Leland                                |               |
| Radio Days                     | Woody Allen                                 |               |
| 1988 Giải BAFTA lần thứ 42     |                                             |               |
| A World Apart (phim)           | Shawn Slovo                                 |               |
| Au revoir les enfants          | Louis Malle                                 |               |
| A Fish Called Wanda            | John Cleese                                 |               |
| Moonstruck                     | John Patrick Shanley                        |               |
| 1989 Giải BAFTA lần thứ 43     |                                             |               |
| When Harry Met Sally...        | Nora Ephron                                 |               |
| Dead Poets Society             | Tom Schulman                                |               |
| Rain Man                       | Ronald Bass, Barry Morrow                   |               |
| Sex, Lies, and Videotape       | Steven Soderbergh                           |               |

### Thập niên 1990
| Năm                                              | Phim                                  | Nhà biên kịch |
| ------------------------------------------------ | ------------------------------------- | ------------- |
| 1990 Giải BAFTA lần thứ 44                       |                                       |               |
| Cinema Paradiso                                  | Giuseppe Tornatore                    |               |
| Crimes and Misdemeanors                          | Woody Allen                           |               |
| Ghost (phim)                                     | Bruce Joel Rubin                      |               |
| Người đàn bà đẹp (phim)                          | J. F. Lawton                          |               |
| 1991 Giải BAFTA lần thứ 45                       |                                       |               |
| Truly, Madly, Deeply                             | Anthony Minghella                     |               |
| The Fisher King                                  | Richard LaGravenese                   |               |
| Green Card (phim)                                | Peter Weir                            |               |
| Thelma & Louise                                  | Callie Khouri                         |               |
| 1992 Giải BAFTA lần thứ 46                       |                                       |               |
| Husbands and Wives                               | Woody Allen                           |               |
| The Crying Game                                  | Neil Jordan                           |               |
| Hear My Song                                     | Peter Chelsom, Adrian Dunbar          |               |
| Unforgiven                                       | David Peoples                         |               |
| 1993 Giải BAFTA lần thứ 47                       |                                       |               |
| Groundhog Day                                    | Harold Ramis, Danny Rubin             |               |
| In the Line of Fire                              | Jeff Maguire                          |               |
| The Piano                                        | Jane Campion                          |               |
| Sleepless in Seattle                             | Jeff Arch, Nora Ephron, David S. Ward |               |
| 1994 Giải BAFTA lần thứ 48                       |                                       |               |
| Pulp Fiction                                     | Roger Avary, Quentin Tarantino        |               |
| The Adventures of Priscilla, Queen of the Desert | Stephan Elliott                       |               |
| Four Weddings and a Funeral                      | Richard Curtis                        |               |
| Philadelphia (phim)                              | Ron Nyswaner                          |               |
| 1995 Giải BAFTA lần thứ 49                       |                                       |               |
| The Usual Suspects                               | Christopher McQuarrie                 |               |
| Bullets over Broadway                            | Woody Allen, Douglas McGrath          |               |
| Muriel's Wedding                                 | P. J. Hogan                           |               |
| Se7en (phim)                                     | Andrew Kevin Walker                   |               |
| 1996 Giải BAFTA lần thứ 50                       |                                       |               |
| Secrecy                                          | Mike Leigh                            |               |
| Brassed Off                                      | Mark Herman                           |               |
| Fargo (phim)                                     | Coen brothers                         |               |
| Lone Star (phim 1996)                            | John Sayles                           |               |
| Shine (phim)                                     | Jan Sardi                             |               |
| 1997 Giải BAFTA lần thứ 51                       |                                       |               |
| Nil by Mouth (phim)                              | Gary Oldman                           |               |
| Boogie Nights                                    | Paul Thomas Anderson                  |               |
| The Full Monty                                   | Simon Beaufoy                         |               |
| Mrs Brown                                        | Jeremy Brock                          |               |
| 1998 Giải BAFTA lần thứ 52                       |                                       |               |
| The Truman Show                                  | Andrew Niccol                         |               |
| Elizabeth (phim)                                 | Michael Hirst (writer)                |               |
| Life Is Beautiful                                | Roberto Benigni, Vincenzo Cerami      |               |
| Shakespeare in Love                              | Marc Norman, Tom Stoppard             |               |
| 1999 Giải BAFTA lần thứ 53                       |                                       |               |
| Being John Malkovich                             | Charlie Kaufman                       |               |
| All About My Mother                              | Pedro Almodóvar                       |               |
| American Beauty (phim 1999)                      | Alan Ball (screenwriter)              |               |
| Giác quan thứ sáu (phim)                         | M. Night Shyamalan                    |               |
| Topsy-Turvy                                      | Mike Leigh                            |               |

### Thập niên 2000
| Năm                                   | Phim                                                              | Nhà biên kịch |
| ------------------------------------- | ----------------------------------------------------------------- | ------------- |
| 2000 Giải BAFTA lần thứ 54            |                                                                   |               |
| Almost Famous                         | Cameron Crowe                                                     |               |
| Billy Elliot                          | Lee Hall (playwright)                                             |               |
| Erin Brockovich (phim)                | Susannah Grant                                                    |               |
| Gladiator (phim 2000)                 | David Franzoni, John Logan (nhà văn), William Nicholson (nhà văn) |               |
| O Brother, Where Art Thou?            | Coen brothers                                                     |               |
| 2001 Giải BAFTA lần thứ 55            |                                                                   |               |
| Cuộc đời tuyệt vời của Amélie Poulain | Jean-Pierre Jeunet, Guillaume Laurant                             |               |
| Gosford Park                          | Julian Fellowes, Steven Zaillian, Kenneth Lonergan                |               |
| Moulin Rouge!                         | Baz Luhrmann, Craig Pearce                                        |               |
| The Others (phim 2001)                | Alejandro Amenábar                                                |               |
| The Royal Tenenbaums                  | Wes Anderson, Owen Wilson                                         |               |
| 2002 Giải BAFTA lần thứ 56            |                                                                   |               |
| Talk to Her                           | Pedro Almodóvar                                                   |               |
| Y Tu Mamá También                     | Alfonso Cuarón và Carlos Cuarón                                   |               |
| Dirty Pretty Things (phim)            | Steven Knight                                                     |               |
| Gangs of New York                     | Jay Cocks, Steven Zaillian, Kenneth Lonergan                      |               |
| The Magdalene Sisters                 | Peter Mullan                                                      |               |
| 2003 Giải BAFTA lần thứ 57            |                                                                   |               |
| The Station Agent                     | Thomas McCarthy (diễn viên)                                       |               |
| 21 Grams                              | Guillermo Arriaga                                                 |               |
| The Barbarian Invasions               | Denys Arcand                                                      |               |
| Đi tìm Nemo                           | Bob Peterson (nhà làm phim), David Reynolds, Andrew Stanton       |               |
| Lost in Translation (phim)            | Sofia Coppola                                                     |               |
| 2004 Giải BAFTA lần thứ 58            |                                                                   |               |
| Eternal Sunshine of the Spotless Mind | Charlie Kaufman                                                   |               |
| The Aviator (phim 2004)               | John Logan (nhà văn)                                              |               |
| Collateral (phim)                     | Stuart Beattie                                                    |               |
| Ray (phim)                            | James L. White                                                    |               |
| Vera Drake                            | Mike Leigh                                                        |               |
| 2005 Giải BAFTA lần thứ 59            |                                                                   |               |
| Crash (phim 2004)                     | Paul Haggis, Robert Moresco                                       |               |
| Cinderella Man                        | Akiva Goldsman, Cliff Hollingsworth                               |               |
| Good Night, and Good Luck             | George Clooney, Grant Heslov                                      |               |
| Hotel Rwanda                          | Terry George, Keir Pearson                                        |               |
| Mrs Henderson Presents                | Martin Sherman                                                    |               |
| 2006 Giải BAFTA lần thứ 60            |                                                                   |               |
| Little Miss Sunshine                  | Michael Arndt                                                     |               |
| Babel (phim)                          | Guillermo Arriaga                                                 |               |
| Pan's Labyrinth                       | Guillermo del Toro                                                |               |
| The Queen (phim)                      | Peter Morgan                                                      |               |
| United 93 (phim)                      | Paul Greengrass                                                   |               |
| 2007 Giải BAFTA lần thứ 61            |                                                                   |               |
| Juno (phim)                           | Diablo Cody                                                       |               |
| American Gangster (phim)              | Steven Zaillian                                                   |               |
| Cuộc sống của những người khác        | Florian Henckel von Donnersmarck                                  |               |
| Michael Clayton (phim)                | Tony Gilroy                                                       |               |
| This Is England                       | Shane Meadows                                                     |               |
| 2008 Giải BAFTA lần thứ 62            |                                                                   |               |
| In Bruges                             | Martin McDonagh                                                   |               |
| Burn After Reading                    | Coen brothers                                                     |               |
| Changeling (phim)                     | J. Michael Straczynski                                            |               |
| I've Loved You So Long                | Philippe Claudel                                                  |               |
| Milk (phim)                           | Dustin Lance Black                                                |               |
| 2009 Giải BAFTA lần thứ 63            |                                                                   |               |
| The Hurt Locker                       | Mark Boal                                                         |               |
| The Hangover                          | Jon Lucas, Scott Moore (nhà biên kịch)                            |               |
| Inglourious Basterds                  | Quentin Tarantino                                                 |               |
| A Serious Man                         | Coen brothers                                                     |               |
| Vút bay (phim)                        | Pete Docter, Bob Peterson (nhà làm phim)                          |               |

### Thập niên 2010
| Năm                           | Phim                                                                                   | Nhà biên kịch |
| ----------------------------- | -------------------------------------------------------------------------------------- | ------------- |
| 2010 Giải BAFTA lần thứ 64    |                                                                                        |               |
| Nhà vua nói lắp               | David Seidler                                                                          |               |
| Thiên nga đen (phim)          | Mark Heyman, Andrés Heinz, John McLaughlin                                             |               |
| The Fighter                   | Scott Silver, Paul Tamasy, Eric Johnson                                                |               |
| Inception                     | Christopher Nolan                                                                      |               |
| The Kids Are All Right (phim) | Lisa Cholodenko, Stuart Blumberg                                                       |               |
| 2011 Giải BAFTA lần thứ 65    |                                                                                        |               |
| Nghệ sĩ (phim)                | Michel Hazanavicius                                                                    |               |
| Bridesmaids (phim 2011)       | Annie Mumolo, Kristen Wiig                                                             |               |
| Nửa đêm ở Paris               | Woody Allen                                                                            |               |
| The Guard (phim 2011)         | John Michael McDonagh                                                                  |               |
| The Iron Lady (phim)          | Abi Morgan                                                                             |               |
| 2012 Giải BAFTA lần thứ 66    |                                                                                        |               |
| Django Unchained              | Quentin Tarantino                                                                      |               |
| Tình yêu (phim Pháp 2012)     | Michael Haneke                                                                         |               |
| The Master (phim 2012)        | Paul Thomas Anderson                                                                   |               |
| Vương quốc trăng lên          | Wes Anderson, Roman Coppola                                                            |               |
| Zero Dark Thirty              | Mark Boal                                                                              |               |
| 2013 Giải BAFTA lần thứ 67    |                                                                                        |               |
| Săn tiền kiểu Mỹ              | David O. Russell, Eric Warren Singer                                                   |               |
| Blue Jasmine                  | Woody Allen                                                                            |               |
| Cuộc chiến không trọng lực    | Alfonso Cuarón, Jonás Cuarón                                                           |               |
| Inside Llewyn Davis           | Coen brothers                                                                          |               |
| Nebraska (phim)               | Bob Nelson                                                                             |               |
| 2014 Giải BAFTA lần thứ 68    |                                                                                        |               |
| The Grand Budapest Hotel      | Wes Anderson và Hugo Guinness                                                          |               |
| Whiplash (phim 2014)          | Damien Chazelle                                                                        |               |
| Nightcrawler (phim)           | Dan Gilroy                                                                             |               |
| Birdman (phim)                | Alejandro González Iñárritu, Nicolás Giacobone, Alexander Dinelaris Jr. and Armando Bo |               |
| Thời thơ ấu                   | Richard Linklater                                                                      |               |